# Lac Buir
 (janvier 2016).
Si vous disposez d'ouvrages ou d'articles de référence ou si vous connaissez des sites web de qualité traitant du thème abordé ici, merci de compléter l'article en donnant les références utiles à sa vérifiabilité et en les liant à la section « Notes et références ».
Le lac Buir (mongol bitchig : ᠪᠣᠶᠢᠷ
ᠨᠠᠭᠤᠷ ; cyrillique : Буйр нуур, chinois simplifié : 贝尔湖 ; chinois traditionnel : 貝爾湖 ; pinyin : bèiěr hú) est un lac à cheval entre la Mongolie et la Mongolie-Intérieure, dans lequel se jette la rivière Khalkha et d'où sort, en partie, la rivière Orshuun (ou Orchun).La ville chinoise de Hulunbuir doit son nom à ce lac et au lac Hulun , qui se trouve entièrement du côté chinois de la frontière en Mongolie intérieure .
Le lac Buir et ses environs ont été reconnus site Ramsar le 22 mars 2004.
En 1388, les forces Ming dirigées par Lan Yu remportèrent une victoire majeure sur les Yuan du Nord dans la région du lac Buir. Le souverain des Yuan du Nord, Tögüs Temür, tenta de s'échapper, mais fut tué peu après.
C'est actuellement le seul endroit où la marine mongole est utile et patrouille, avec un petit nombre de vedettes motorisées utilisées par les gardes-frontières. En effet, la Mongolie ne possède pas de marine en raison de son enclavement, sa flotte ayant coulé lors des tentatives d'invasions mongoles du Japon.